# Rosa Schmid-Göringer
Rosa Schmid-Göringer (* 21. April 1868 in Salzburg; † 6. Februar 1958 in Innsbruck) war eine österreichische Malerin.

## Leben
Rosa Schmid-Göringer war das erste Kind des Malers Mathias Schmid und wurde am 21. April 1868 in Salzburg geboren. Ihr jüngerer Bruder Karl (* 10. September 1869; † 21. Februar 1921) war Bauingenieur. Ihre Mutter Rosalia Jakobina Späth war eine Münchner Kaufmannstochter. Die Eltern übersiedelten 1870 von Salzburg nach München, wo Rosa aufwuchs. Nachdem sie die höhere Töchterschule mit 16 Jahren absolviert hatte, begann ihr Vater sie im Malen zu unterrichten. Rosa Schmid heiratete den Arzt Adalbert Göringer (* 1861; † 23. August 1893), der neben seiner Arbeit auch malte und sich in einer Publikation mit dem Goldenen Schnitt beschäftigt hatte. Das Paar hatte eine Tochter, Cornelia, sie wurde 1890 geboren. Nach der Hochzeit stellte Rosa Schmid-Göringer vorübergehend die Malerei ein. Als ihr Mann vier Jahre später starb, setzte sie die Studien bei ihrem Vater fort und begann Ausstellungen zu beschicken.

## Werk
Rosa Schmid-Göringer malte vor allem Stillleben und Porträts, aber auch Landschaften und Interieurs. Nach ersten Ausstellungen im Münchner Kunstverein zeigte sie 1902 im Münchener Glaspalast ein lebensgroßes Selbstporträt (Kniestück) im Ballkleid (1901/1902) und ein Brustbild ihres Vaters. Nachdem sie beide Werke 1903 zu einer Ausstellung in Innsbruck geschickt hatte, wählte Reichskommissar Theodor Lewald das Selbstbildnis für die Weltausstellung 1904 in St. Louis aus. Dort wurde es mit einer Silbermedaille prämiert. 1904 und 1908 beteiligte Rosa Schmid-Göringer sich erneut an den Münchener-Glaspalast-Ausstellungen und 1909 an der Tiroler Jubiläums-Ausstellung in Innsbruck. 1905 schuf sie ein Selbstporträt (Ganzfigur), das sie im gleichen Jahr in München ausstellte sowie 1906 im Wiener Künstlerhaus und 1909 bei der Jubiläumsausstellung in Innsbruck.